# 大陵增十九
英仙座32，又名BD+42 750，HD 20677、SAO 38750、HR 1002，是英仙座的一颗恒星，视星等为4.95，位于銀經149.81，銀緯-11.58，其B1900.0坐标为赤經3h 14m 44.4s，赤緯+42° -11.58′ 6″。